# Popeşti-Leordeni
Popești-Leordeni (rumænsk udtale: poˌpeʃtʲ le. orˈdenʲ]) er en by i distriktet Ilfov i Muntenien, Rumænien, 9 km syd for centrum af Bukarest, selv om afstanden fra byens nordlige udkant til den sydlige udkant af Bukarest er mindre end 100 meter. De fleste af dens indbyggere pendler til Bukarest, og Popești-Leordeni betragtes som en satellitby til den rumænske hovedstad.
Byen har 53.434 (2021) indbyggere.

## Historie
Popești-Leordeni var historisk set stedet for to separate landsbyer — Popești (navn afledt af popă, "præst", beslægtet med ordet "pave") og Leordeni (navn afledt af leurdă, "ramsløg" eller Allium ursinum).
Landsbyerne blev første gang beskrevet i det 16. århundrede: Leordeni var et domæne tilhørende den Valakiske bojar-familie Băleanu, mens Popești var inkluderet i de lande, der tilhørte forfædre til kronikøren Radu Popescu. Sidstnævnte blev efterfulgt af adelsmanden Phanariotes kendt under navnet Alexandru Conduratu, som bosatte sig der med bulgarere fra området omkring Nikopol og Banat; den nyoprettede lokalitet blev kaldt Popești-Conduratu eller Pavlicheni, med henvisning til "Paulianere".
Popești og Leordeni blev forenet i en enkelt kommune i 1873; bojarernes jord blev delt ved successive jordreformer, og herregården Conduratu blev overdraget til Costa-Foru-familien (hvis medlem Constantin Costa-Foru var en kendt journalist i mellemkrigstiden).
Som det er nu, er Popești-Leordeni i dag en voksende forstad til Bukarest, og der er sket en stor udvikling fra 2010'erne og frem. Dette er dog blevet ledsaget af kritik af dårlig byplanlægning og manglende byggetilladelser til de nye bygninger.